# 白鳥古墳 (名古屋市)

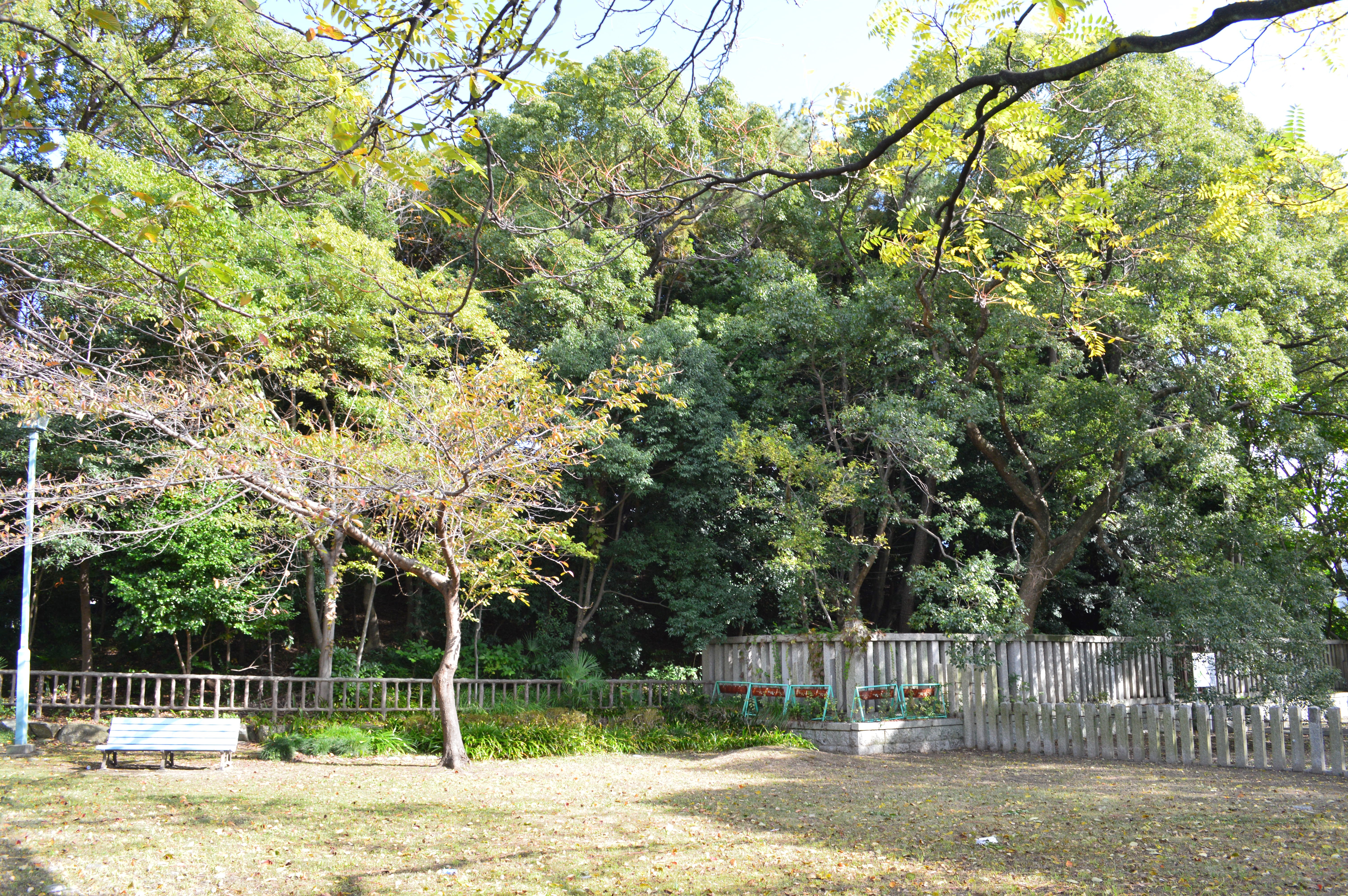
全景

白鳥古墳（しろとりこふん / しらとりこふん）は、愛知県名古屋市熱田区白鳥にある古墳。形状は前方後円墳。熱田神宮では「白鳥御陵」と称する。

## 概要
6世紀初頭に築造されたと考えられている前方後円墳で、法持寺のすぐ隣に位置、白鳥公園に隣接する。かつては法持寺が管理していたが、1876年（明治9年）からは熱田神宮に、戦後は名古屋市に管理が移された。
墳丘には須恵質の円筒埴輪が巡らされていた。また、かつては墳丘の東側から北西側にかけて幅10メートルほどの周濠があったと推定されるが、現在では確認できない状態となっている。
天保8年（1837年）8月14日の台風の際に陵上の樹が倒れて内部の石室が露出。『尾張名所図会』附録2巻によれば、石室は全長約3.7メートル、全幅1.2-1.5メートル、深さ1.5-1.8メートルの石垣組みで、5枚の蓋石によって覆われていたという。

## 墳丘
- 墳丘長：70メートル
- 後円部
  - 直径：45メートル
  - 高さ：6.5メートル
- 前方部
  - 長さ：30メートル
  - 幅：55メートル
  - 高さ：7メートル

墳丘長70メートルなどとされるが、これらは1951年（昭和26年）に名古屋大学が調査測量を行った際の数値である。しかし前方部南端は道路建設で、後円部の東側は鳥居の建設などで、また西側も法持寺の移転改築などに伴って墳裾部が掘削されており、元々の形を留めていない。前述の調査で前方部が削平されている可能性が指摘されているほか、墳丘東側に幅5メートルほどの平坦面があった事から、2段築成であった可能性もあるとされる。

## 出土品
法持寺の僧侶の手によって一旦取り出されたが、寺社官への言上・評議の結果、石室へ戻され、墳丘も旧状へと復したと伝わっている。その際に形状や数などが記録された。
- 装身具
  - 勾玉
  - 切子玉
  - 管玉
  - 双魚形腰佩
- 銅鏡
  - 六鈴鏡
- 馬具
  - 楕円形鏡板
  - f字形鏡板
  - 劍菱形杏葉
  - 鐘形杏葉
  - 辻金具
- 武器
  - 直刀
  - 鉾
  - 小刀
- 須恵器 - 器台付三連坩、子坩四個脚付短頸壷、蓋付小坩、高坏、蓋類、器台

出土遺物の書写図としては次の3件が伝わる。
- 小田切春江書写図
墨絵。『尾張名所図会附録』に収録されている。石槨の図に「横四五尺竪二間餘深サ五六尺」と記載されている。
- 植松茂岳書写図
墨絵。植松茂岳の書写した原本を渡辺政香が再写した『尾張国白鳥山旧陵中器物略図』は西尾市岩瀬文庫が所蔵している。奥書に天保九年に写したと記述されている。石函図に「長弐間半、巾三尺余、深四尺」と記載されている。『植松茂岳_第2部』に翻刻されている。
- 熱田白鳥山法持寺史 書写図
彩色されている。『熱田白鳥山法持寺史　法持寺蔵版』に原本の写真が掲載されており、末尾のページには「白鳥山法持寺　石雄代」との記載がされている。原本は末尾部分が紛失しており[3]、「大府市誌」に末尾部分を含めた写真があり、そこから収録している。石室内の配置図が記載されている。『「尾張の遺跡と遺物」第二十七号』に転写され、『尾張の遺跡と遺物_中巻[復刻版]』で復刻再刊されている。『白鳥古墳第2次発掘調査報告書』と『熱田地陵墓考』にも転写されている。

## 被葬者
考古学的には、被葬者は尾張氏首長と推定される。
熱田神宮社伝では、日本武尊の陵としている。これは、能褒野に葬られてのち白鳥となった日本武尊が当地に降り立ったという伝承に基づく。神宮では、北方約300メートルにある断夫山古墳を「陀武夫御墓」と称して日本武尊妃の宮簀媛（みやずひめ）の墓とし、現在も毎年5月8日に白鳥古墳と断夫山古墳とにおいて御陵墓祭を行なっている。

## その他
本居宣長は当地を訪れた際に、「しきしまの やまとこひしみ 白とりの かけりいましし あとところこれ」と歌を詠んだといわれ、その歌碑が公園の堀川側の入口横に建立されている。

## 関連文献
（記事執筆に使用していない関連文献）
- 『白鳥古墳第II次発掘調査報告書（名古屋市文化財調査報告21）』名古屋市教育委員会、1989年。 - リンクは奈良文化財研究所「全国遺跡報告総覧」。